# ランテパオ
ランテパオ(Rantepao)は、インドネシアのスラウェシ島のタナ・トラジャ地方にある町。名称は「天空の町」を意味している。タナ・トラジャ地方が1970年代に観光客に開放されてから、地域の観光拠点の町として発展した。中心街にはホテル、レストラン、土産物屋などが軒を連ねている。住民の多くはトラジャ族であり、町の周辺で行われる水牛を生贄にする大規模な死葬儀式が観光の目玉の一つとなっている。マカッサルから、あるいはマカッサルに向かう、夜行バスが、多くバス会社などにより運行されている。